# Ambounia suarezii
Ambounia suarezii är en kräftdjursart som beskrevs av Dollfus 1895. Ambounia suarezii ingår i släktet Ambounia och familjen Scleropactidae. Inga underarter finns listade i Catalogue of Life.